# Mil angular

Divisió d'artilleria en 6400 mil angular

El mil angular (o mil·lèssima angular, o per mil d'artilleria) és una unitat de mesura d'angles utilitzada en l'àmbit militar, principalment en instruments d'orientació i senyalització. El seu símbol (₥) és una "m" creuada a 30 graus.
Els batallons d'artilleria de molts països utilitzen el mil com a unitat de mesura angular, encara que hi ha tres definicions diferents.
Entre els països membres de l'OTAN, incloent Canadà, el mil es defineix com 1/6400 d'una revolució (360°). La unitat rep el seu nom a partir del mil·li-radian, i s'hi acosta amb un error proper al 18‰ (rigorosament, un mil·lèsim de 2π radiants seria igual a 2π⋅1000 = 6283 mil·lèsims).
Per convenció, es va triar un nombre rodó, 6400, ja que té l'avantatge que es pot construir un "mesurador de fortuna" doblegant un full de paper (circular) sis vegades consecutives (atès que {\displaystyle 64=2^{6}\,}).
Una diferència d'un mil a un quilòmetre de distància és aproximadament un metre.
El mil angular va ser utilitzat per primera vegada a mitjans del segle xix per Charles-Marc Dapples (1837–1920), un enginyer suís i professor de la Universitat de Lausana.

## Valors del "mil angular"
Hi ha 1600 mils en 90°, és a dir el 17,8 mils en un grau (1 mil = 3.375 minuts d'arc). El mil també s'utilitza en el tir amb rifle de precisió, La retícula del visor telescòpic d'aquests fusells està graduada quasi sempre en mils.
El mil soviètic equival a 1/6000 d'una revolució, un valor que té l'avantatge de ser més fàcilment convertible en graus (un mil soviètic = 0,06°).
El mil suec equival a 1/6300 d'una revolució, un valor que té l'avantatge de ser una millor aproximació de mil angular (error de 3‰).
Aquesta unitat també permet una aproximació de les distàncies sense haver de fer càlculs trigonomètriques dels angles emprant la funció tangent.